# Erythrina batolobium
Erythrina batolobium är en ärtväxtart som beskrevs av Rupert Charles Barneby och Krukoff. Erythrina batolobium ingår i släktet Erythrina och familjen ärtväxter. Inga underarter finns listade i Catalogue of Life.